# Austropallene tenuicornis
Austropallene tenuicornis is een zeespin uit de familie Callipallenidae. De soort behoort tot het geslacht Austropallene. Austropallene tenuicornis werd in 1993 voor het eerst wetenschappelijk beschreven door Pushkin. 